# Desideri d'Ístria
Desideri d'Ístria, o Desideri de Toscana o Desideri de Llombardia (també esmentat com a Desiderio en italià, i Didier en francès; d'altres variacions són Daufer, Dauferius, Desiderius, en llatí) (Brescia, ? – Lieja després de 774), fou rei dels longobards i rei d'Itàlia del 756 al 774.

## L'accés al tron
Nascut a Brescia va ser nomenat duc d'Ístria i de Túscia o Toscana pel rei Aistulf. A la mort d'Aistulf aspirava al tron llombard en contra del seu germà i predecessor, Ratquis de Friül, qui va deixar l'Abadia de Montecassino on s'havia retirat i va tornar a Pavia, ocupant el palau reial. L'aclamació generalitzada a Ratquis inicialment fou recollida al nord d'Itàlia, mentre que tots els opositors de Ratquis i de la casa de Friül van donar suport a Desideri, que també va obtenir el suport del papa Esteve II i del rei dels francs, Pipí I el Breu, amb la promesa de complir les condicions de pau acceptades per Aistulf, després de la seva derrota i retirar-se dels territoris ocupats per Liutprand als romans d'Orient consistents en algunes ciutats de l'Exarcat de Ravenna i del Ducat de la Pentàpolis. El Papa va exercir una pressió directa sobre el «rei monjo» que es mostra vacil·lant i encara més debilitat per la deserció d'aquells d'entre els seus partidaris, que tenien por a una nova intervenció francesa. El març del 757 Ratquis va tornar al monestir, aplanant el camí per a la coronació de Desideri.
Des del principi va tractar de consolidar el poder del Regne Longobard, en oposició als ducs de Spoleto i Benevent i limitar la influència dels francs envers el papat. Els dos ducats es van recolzar després, per recuperar la seva autonomia, en el papat. A Spoleto, que Aistulf administrava directament, havia nomenat un nou duc, Alboí de Spoleto, recolzat pel papa i els francs; i el nou regent de Benevent, Joan, que governava en nom del menor d'edat Luitprand, també donava suport al papa Esteve i a Pipí.

## El Regne

### La política expansionista
A la mort del papa Esteve II (abril del 757) Desideri no va complir les promeses fetes, amb un moment turbulent en la vida de l'Església (la successió al tron del germà d'Esteve, el papa Pau I va trobar forta oposició), No només no va lliurar a Roma els territoris conquerits a Liutprando, sinó que el 758 es va assegurar el suport diplomàtic de l'Imperi Romà d'Orient per estendre el seu domini.
A través del Ducat de la Pentàpolis va entrar al ducat de Spoleto i va empresonar al duc Alboí; després va passar a Benevent on va expulsar a Liutprand i al regent Joan, instal·lant com a duc al seu propi fill Arequis II de Benevent. El 759 va nomenar un nou duc de Spoleto, que fins a aquest any s'havia administrat de manera independent (com sota Aistulf de Friül): Gisulf de Spoleto. D'aquesta manera, va restaurar el control real tota la Itàlia llombarda, greument deteriorat en els últims anys del regnat d'Aistulf. La tasca d'enfortiment del poder reial de Desideri va culminar l'any 759 amb l'associació del seu fill Adelquis al tron.
Fins i tot la xarxa de monestirs italians es va convertir en un instrument de dominació. El 753 amb la seva esposa Ansa o Ànsia fundava a Brescia, la seva ciutat natal, el monestir de Sant Salvador, amb una riquesa excepcional, i va nomenar la seva filla Anselperga com abadessa. Sotmesos a la jurisdicció de Sant Salvador hi havia tota una xarxa de monestirs a Llombardia, Emilia i Toscana, formant una federació controlada directament per ell. Un altre monestir que va fundar en terra de Brescia va ser l'abadia Leonense a Leno, acabada el 758 i dirigida pels monjos benedictins dependent de l'abadia de Montecassino (creada per Benet de Núrsia l'any 529.
Les friccions amb l'Església van ser suavitzades només el 763 gràcies a acords especials. Tenint en compte fets anteriors en temps d'Aistulf de Friül, va pensar que podria evitar una major intervenció dels francs en suport del papat amb una política de petites concessions al papa. El 757 va donar al papa Ferrara, Faenza, i algunes possessions al Ducat de la Pentàpolis, però va conservar la major part dels territoris que havia promès al papa Esteve II. En aquest moment, però, Pipí I el Breu es va veure obligat pels problemes interns del seu regne a no intervenir de nou a Itàlia; el papa Pau I va signar un acord acceptant la situació que havia sorgit. A petició del papa Desideri va anar a Roma, va resar davant la tomba de sant Pere i va garantir dels drets del papat; Pau I va comunicar a Pipí que Desideri seria el seu defensor contra les intrigues dels romans d'Orient.
Desideri va intervenir activament en la lluita per la successió del papa Pau I que va morir el juny de 767. Des del ducat de Spoleto va enviar a Roma un exèrcit dirigit per un sacerdot de nom Valdiperto, que el 31 de juliol va ser capaç de posar al soli pontifici al sacerdot Felip, considerat antipapa, que no obstant va renunciar a l'elecció el mateix dia. Va ser elegit papa, contra la voluntat de Desideri, Esteve III, el candidat de l'arxipreste Cristòfol de la Cúria Romana.

### La política dinàstica
Després de la mort de Pipí I el Breu l'any 768 els seus dos fills, Carlemany i Carlomán es van casar i generalment se suposava fins fa pocs anys que fou amb dues filles de Desideri, Desideria (probablement Gerperga (vegeu Desiderata de Llombardia) i Gerberga (una confusió, ja que no era filla de Desideri sinó una dama franca). D'aquesta manera esperava ser capaç d'interferir a la política interna del regne franc, en crisi per a una confrontació entre els dos germans que només acabaria el 771, amb la mort de Carlemany. Una altra filla, Adelgerga (en llombard Adelperga), de la qual havia estat preceptor Pau el Diaca, es va unir en matrimoni amb el duc de Benevent, Arequis II i finalment, una altra de les seves filles, Liutperga, es va casar amb Tassiló III duc de Baviera.
Aquesta política d'aliances matrimonials, destinada al fracàs des de bon principi, va trobar l'oposició del Papa Esteve III, que s'oposava al matrimoni de la filla de Desideri (coneguda a la història com Desiderata de Llombardia) amb Carlemany. El primer cop a la seva política d'aliances dinàstiques va ser llançat per la repudiació de Desiderata per Carlemany, que va posar en tensió les relacions entre Desideri i la cort imperial; a la mort de Carloman I poc després (desembre del 771), Carlemany va usurpar el seu regne en perjudici del fill Pipí, i la vídua de Carlona, Gerberga, va marxar a Pavia (per això s'havia pensat que anava la cort del seu pare, però hi hauria anat perquè era el lloc on podia ser acollida degut al retorn a les males relacions entre longobards i francs, i al fet que a Itàlia hi havia el papa al que Gerberga volia tenir al seu costat defensant els drets del seu fill Pipí). Desideri si que va donar suport a Gerberga i va reconèixer a Pipí com a legítim hereu de la part del regne dels Francs que pertanyia fins al 771 al seu pare.
El papa no va voler coronar a Pipí i el desembre del 772 Desideri van atacar els territoris de l'Església i va envair el Ducat de la Pentàpolis. Acampat prop de la Basílica de Sant Pere del Vaticà va donar suport al partit longobard romà encapçalat per Pau Afiarta, i va condemnar a mort al líder del partit d'oposició, l'arxiprest Cristòfol, pel que sembla amb l'aprovació tàcita del Papa Esteve III que s'havia vist abandonat pel seu protector original. Gràcies també a les divisions internes del regne dels francs, Desideri fou capaç llavors d'assolir un paper de lideratge en la política europea de l'època. No fou en resposta a la seva política agressiva que Carlemany, rei dels francs va repudiar a Desiderata, ja que aquest fet havia hagut de tenir lloc durant el 771 a començaments o com a molt a mitjan any, i les raons de la repudiació encara no estan clares però és molt probable que la tensió entre les corts de Desideri i de Carlemany s'hagués iniciat ja el 770.

### La guerra contra els francs
El gener de 772 va morir el Papa Esteve III, a qui va succeir Adrià I que es va desfer del cap del partit prolongobard Pau Afiarta, i va posar a Cristòfol, a qui devia la seva elecció. Desideri va copsar el risc d'una nova aliança entre el Papa i els francs, i va tractar d'impedir-la, a través de canals diplomàtics. Adrià, però, es va mantenir ferm en la seva exigència de la plena aplicació dels acords anteriors, la cessió al papat de tots els territoris reclamats; Desideri passà a l'ofensiva, va a envair l'Exarcat de Ravenna i va recuperar Faenza, Ferrara i Comacchio, amenaçant Ravenna. La pressió militar destinada a persuadir el Papa per conferir la unció real de Pipí, fill de Carloman I, que podia trencar el vincle entre Adrià i Carlemany i crear desordres al regne dels francs, fou en debades. Adrià no només no es va inclinar, sinó que va procedir a l'eliminació dels líders del partit longobard a Roma.
Al final del 772 Desideri va intensificar la pressió militar ocupant Senigallia, Jesi i Gubbio, i entrant al ducat de Roma, amenaçant la mateixa Roma. Adrià va excomunicar al rei longobard i va demanar l'ajuda de Carlemany. El rei dels francs estava ocupat llavors en les guerres contra els Saxons, però tot i així va decidir respondre a la crida perquè no podia permetre que fos tacada la seva reputació com a protector del papat. A la primavera de 773 Carles va reunir al seu exèrcit prop de Ginebra i el va dividir en dues seccions: una baixaria per la Vall d'Aosta, defensada per Adelquis, i l'altre, dirigida pel mateix Carles, seguiria la ruta tradicional a través dels Mont Cenis. Allà Desideri va poder frenar als francs a Susa, però el front manat per Adelquis va cedir sota la pressió de l'exèrcit dirigit per l'oncle de Carles, Bernat.
Preses del pànic, les tropes longobardes es van retirar en desordre a la vall del Po. Adelquis amb els fills de Carloman I es va tancar a Verona; Desideri i la seva esposa es van tancar a la capital, Pavia, mentre que els contingents dels diversos ducats van tornar a casa seva. Els lombardos no van actuar de manera compacta en la seva oposició a l'atac francès, fins i tot abans de la batalla alguns ducs no havien donat suport a Desideri, i alguns van portar la seva traïció tan lluny que després de la derrota van fugir al regne dels Francs, i les forces centrífugues es va intensificar. Els notables de Spoleto van tonsurar al duc (fill de Desideri) i van demanar al papa el nomenament d'un nou duc; el Papa va designar a Hildebrand, que va recuperar el control del ducat i el va donar al papat. De la mateixa manera, es van sotmetre a Roma, fins i tot els llombards de Fermo, Ancona i Osimo.
Carlemany va continuar la seva campanya a Itàlia conquerint una ciutat rere l'altra i va poder fer presoners els fills de Carloman, però Pavia continuava resistint. Només els 774 la ciutat, esgotada, va caure. Desideri va ser enviat a Lotaríngia amb la seva esposa Ansa, i el bisbe de Lieja Agilfrid, un confident de Carlemany, va ser carregat d'acollir-lo en un monestir, probablement l'abadia de Lobbes. Adelquis va fugir a Constantinoble, mentre Carlemany es va proclamar Rex Franks et Langobardorum.

## Desideri a la literatura
Desideri apareix en els romanços del Ciclo carolingio com a personatge a les cançons que relaten les empreses del rei dels francs en la campanya contra els longobards.
També apareix com personatge de la tragèdia d'Alessandro Manzoni el fill Adelquis; en aquesta tragèdia el rei es caracteritza per la passió venjativa, a diferència de la sensibilitat superior del fill Adequis.